# 1er mai en sport
1er avril 1er juin
Chronologies thématiques
- Croisades
- Ferroviaires
- Disney

Le 1er mai (121e jour de l'année ou 122e en cas d'année bissextile) en sport.

## Événements

### XIXesiècle
- 1898 :
  - (Compétition automobile) : Course de Périgueux remporté par Gustave Leys.

### XXesièclede1901à1950
- 1904 :
  - (Football) : l'Équipe de Belgique et l'Équipe de France font match nul 3-3. C'est le premier match officiel pour ces deux sélections.
- 1910 :
  - (Football) : l’US Tourcoing est champion de France USFSA en s'impsant en finale au Parc des Princes face au Stade helvétique de Marseille, 7-2.
- 1911 :
  - (Football) : à Marseille (Stade de l'Huveaune), le Stade helvétique de Marseille est champion de France USFSA en s'imposant 3-2 face au Racing Club de France.
- 1932 :
  - (Football) : au stade du Heysel, à Bruxelles, la Belgique bat la France sur le score de 5-2
- 1937 :
  - (Football) : Sunderland AFC remporte la Coupe d’Angleterre en s’imposant en finale face à Preston North End FC, 3-1.
- 1940 :
  - (Jeux olympiques) : annulation des Jeux olympiques de 1940 à cause de la guerre.

### XXesièclede1951à2000
- 1954 :
  - (Football) : West Bromwich Albion remporte la Coupe d'Angleterre face à Preston North End FC, 3-2.
- 1957 :
  - (Boxe) : au Chicago Stadium, Ray Sugar Robinson devient champion du monde pour la quatrième fois en infligeant à Gene Fullmer le premier ko de sa carrière.
- 1958 :
  - (Football) : en s'imposant 6-0 au Nou Camp, le FC Barcelone remporte la première édition de la Coupe d'Europe des villes de foires face à une sélection de joueurs londoniens (London XI).
- 1959 :
  - (Boxe) : Floyd Patterson conserve son titre de champion du monde des poids lourds de boxe en battant le Britannique Brian London par K.O. au 11e round à Indianapolis.
- 1968 :
  - (Athlétisme) : Guy Drut bat le record de France junior du 110 m haies en 13,8 s.
- 1972 :
  - (Compétition automobile /Formule 1) : au Grand Prix automobile d'Espagne couru sur le Circuit du Jarama, victoire du Brésilien Emerson Fittipaldi sur une Lotus-Ford.
- 1983 :
  - (Compétition automobile /Formule 1) : au Grand Prix automobile de Saint-Marin qui se déroulait sur le circuit Enzo et Dino Ferrari, victoire du Français Patrick Tambay sur une Ferrari, Alain Prost sur une Renault et René Arnoux sur une Ferrari complètent le podium.
- 1988 :
  - (Compétition automobile /Formule 1) : au Grand Prix automobile de Saint-Marin qui se déroulait sur le circuit Enzo et Dino Ferrari, victoire du Brésilien Ayrton Senna sur une McLaren-Honda.
- 1994 :
  - (Compétition automobile /Formule 1) : au Grand Prix automobile de Saint-Marin, Ayrton Senna au volant d'une Williams F1 se tue sur le circuit Enzo et Dino Ferrari à Imola.

### XXIesiècle
- 2004 :
  - (Basket-ball /Euroligue) : les Israéliens du Maccabi Tel-Aviv remportent la finale de l'Euroligue 118-74 contre les Italiens du Fortitudo Bologne.
- 2016 :
  - (Badminton /Championnats d'Europe) : le Danois Viktor Axelsen s'impose en simple, l'Espagnole Carolina Marín gagne chez les dames. Les duos Danois Mads Conrad-Petersen-Mads Pieler Kolding s'imposent en double hommes, Christinna Pedersen-Kamilla Rytter Juhl sur le double dames et en double mixte Joachim Fischer Nielsen-Christinna Pedersen.
  - (Compétition automobile /Formule 1) : Nico Rosberg remporte le Grand Prix de Russie à Sotchi. Il devance son coéquipier chez de Mercedes Lewis Hamilton et le Finlandais Kimi Räikkönen sur Ferrari.
- 2017 :
  - (Snooker /Championnat du monde) : au Crucible Theatre de Sheffield, l'Anglais Mark Selby conserve son titre de champion du monde de snooker en battant l'Écossais John Higgins 18 frames à 15.
- 2023 :
  - (Snooker /Championnat du monde) : Tremblement de terre dans le monde du snooker : le Belge Luca Brecel est devenu le premier joueur non-issu d'un pays du Commonwealth à remporter le championnat du monde en s'imposant face à l'Anglais Mark Selby en finale 18 - 15 [1].

## Naissances

### XIXesiècle
- 1838 : 
  - Francis Marindin, footballeur puis arbitre et dirigeant sportif anglais. Président de la FAF de 1874 à 1879. († 21 avril 1900).
- 1851 :
  - Ernest Wallon, juriste et professeur de droit puis dirigeant sportif français. Président du Stade toulousain de 1907 à 1912. († 10 août 1921).
- 1874 : 
  - Paul van Asbroeck, tireur belge. Médaillé de bronze du rifle d'ordonnance, 300m, 3 positions aux Jeux de Paris 1900 puis champion olympique du 50m pistolet 60 coups et médaillé d'argent du 50y pistolet d'ordonnance, par équipes aux Jeux de Londres 1908. († ? 1959).
- 1875 : 
  - David Hall, athlète de demi-fond américain. Médaillé de bronze du 800m aux Jeux de Paris 1900. († 27 mai 1972).
- 1881 : 
  - Johan Svanberg, athlète de fond suédois. Médaillé de bronze du miles aux Jeux de Londres 1908. († 11 septembre 1957).
- 1883 : 
  - Karel Heijting, footballeur néerlandais. Médaillé de bronze aux Jeux de Londres 1908. (17 sélections en équipe nationale). († 1er août 1951).
- 1884 :
  - Francis Curzon, pilote de courses automobile britannique. Vainqueur des 24 Heures du Mans 1931. († 26 juillet 1964).
- 1898 : 
  - Alfred Schmidt, haltérophile estonien. Médaillé d'argent des -60 kg aux Jeux d'Anvers 1920. († 5 novembre 1972).

### XXesièclede1901à1950
- 1915 : 
  - Archie Williams, athlète de sprint américain. Champion olympique du 400m aux Jeux de Berlin 1936. († 24 juin 1993).
- 1925 : 
  - Chuck Bednarik, joueur de foot U.S. américain. († 21 mars 2015).
- 1927 : 
  - Greta Andersen, nageuse danoise. Championne olympique du 100m nage libre et médaillée d'argent du relais 4×100m nage libre aux Jeux de Londres 1948. Championne d'Europe de natation du 400m nage libre 1950. († 6 février 2023).
- 1928 : 
  - Desmond Titterington, pilote de courses automobile britannique. († 13 avril 2002).
- 1930 : 
  - Ollie Matson, joueur de foot U.S. et athlète de sprint américain. Médaillé d'argent du relais 4×400m et médaillé de bronze du 400m aux Jeux d'Helsinki 1952. († 19 février 2011).
- 1935 :
  - Hassan Akesbi, footballeur marocain. († 9 novembre 2024).
- 1942 : 
  - Jed Graef, nageur américain. Champion olympique du 200m dos aux Jeux de Tokyo 1964.
  - Jean Saubert, skieuse alpine américaine. Médaillé d'argent du géant et de bronze du slalom aux Jeux d'Innsbruck 1964. († 14 mai 2007).
- 1943 :
  - Odilon Polleunis, footballeur belge. (22 sélections en équipe nationale). († 20 septembre 2023).
- 1946 : 
  - Dick Joyce, rameur d'aviron néo-zélandais. Champion olympique du quatre barré aux Jeux de Mexico 1968 et du huit aux Jeux de Munich 1972.
- 1948 : 
  - Györgyi Balogh, athlète de sprint hongroise.
  - Claude Chabanel, cycliste sur route français.
  - Robert Pintenat, footballeur puis entraîneur français. (3 sélections en équipe de France). Sélectionneur de l'équipe du Gabon de 1991 à 1992. († 22 août 2008).
- 1950 :
  - Danny McGrain, footballeur écossais. (62 sélections en équipe nationale).

### XXesièclede1951à2000
- 1951 :
  - Geoff Lees, pilote de courses automobile britannique.
- 1952 :
  - Alain Paco, joueur de rugby à XV puis entraîneur français. Vainqueur du Grand Chelem 1977. (35 sélections en équipe de France).
- 1953 :
  - Mayumi Aoki, nageuse japonaise. Championne olympique du 100m papillon aux Jeux de Munich 1972.
- 1955 :
  - Ron Davis, basketteur américain.
  - Uwe Potteck, tireur est-allemand puis allemand. Champion olympique du pistolet à 50m aux Jeux de Montréal 1976.
  - András Törőcsik, footballeur hongrois. (45 sélections en équipe nationale). († 9 juillet 2022).
- 1961 :
  - Clint Malarchuk, hockeyeur sur glace puis entraîneur canadien.
  - Vasiliy Sidorenko, athlète de lancers soviétique puis russe. Champion d'Europe d'athlétisme du marteau 1994.
- 1962 :
  - Claudio Golinelli, cycliste sur piste italien. Champion du monde de cyclisme sur piste du keirin 1988 et champion du monde de cyclisme sur piste du keirin et de la vitesse individuelle 1989.
- 1964 :
  - Yvonne van Gennip, patineuse de vitesse néerlandais. Championne olympique du 1 500m, du 3 000m et du 5 000m aux Jeux de Calgary 1988.
- 1966 :
  - Olaf Thon, footballeur allemand. Champion du monde de football 1990. Vainqueur de la Coupe UEFA 1997. (52 sélections en équipe nationale).
- 1968 :
  - Oliver Bierhoff, footballeur allemand. Champion d'Europe de football 1996. (70 sélections en équipe nationale).
- 1969 :
  - Jack Waite, joueur de tennis américain.
- 1973 :
  - Paul Burke, joueur de rugby à XV irlandais. (13 sélections en équipe nationale).
  - Oliver Neuville, footballeur allemand. (69 sélections en équipe nationale).
  - Stéphane Trévisan, footballeur français.
- 1975 :
  - Marc-Vivien Foé, footballeur camerounais. Champion d'Afrique de football 2000 et 2002. (64 sélections en équipe nationale). († 26 juin 2003).
  - Alexei Smertin, footballeur russe. (55 sélections en équipe nationale).
  - Antwain Smith, basketteur américain.
- 1976 :
  - Anna Dahlberg, skieuse de fond suédoise. Championne olympique du sprint par équipes aux Jeux de Turin 2006.
  - Michele Frangilli, archer italien. Médaillé d'argent par équipes aux Jeux d'Atlanta 1996, médaillé d'argent par équipes aux Jeux de Sydney 2000 puis de bronze par équipes aux Jeux de Londres 2012. Champion du monde de tir à l'arc par équipes 1999 puis en individuel 2003. Champion d'Europe de tir à l'arc par équipes 1996 et en individuel 2002.
- 1977 :
  - Jean-Michel Lesage, footballeur français.
- 1979 :
  - Lars Berger, fondeur et biathlète norvégien. Médaillé d'argent en ski de fond du relais 4×10km aux Jeux de Vancouver 2010. Champion du monde de ski de fond au relais 4×10km 2005, champion du monde de ski de fond du 15km libre et du relais 4×10km 2007. Champion du monde de biathlon au relais 4×7,5km 2009.
  - Michelle Perry, athlète de haies et d'épreuves combinées américaine. Championne du monde d'athlétisme du 100m haies 2005 et 2007.
- 1980 :
  - Inês Henriques, athlète de marches portugaise. Championne d'Europe d'athlétisme du 50km marche 2018. Détentrice du Record du monde du 50 kilomètres marche féminin du 15 janvier 2017 au 5 mai 2018.
- 1981 :
  - Aliaksandr Hleb, footballeur biélorusse. (79 sélections en équipe nationale).
- 1982 :
  - Beto, footballeur portugais. (11 sélections en équipe nationale).
  - Tommy Robredo, joueur de tennis espagnol. Vainqueur des Coupe Davis 2004, 2008 et 2009.
  - Darijo Srna, footballeur croate. Vainqueur de la Coupe UEFA 2009. (134 sélections en équipe nationale).
- 1983 :
  - Alain Bernard, nageur puis consultant TV français. Champion olympique du 100m nage libre, médaillé d'argent du relais 4×100m nage libre et médaillé de bronze du 50m nage libre aux Jeux de Pékin 2008 puis champion olympique du relais 4×100m nage libre aux Jeux de Londres 2012. Champion du monde de natation en petit bassin du relais 4×100m nage libre 2010. Champion d'Europe de natation en petit bassin du relais 4×50m nage libre 2004 et 2008, champion d'Europe de natation en petit bassin du 100m nage libre 2007, champion d'Europe de natation en grand bassin du 50m et du 100m nage libre 2008, champion d'Europe de natation du 100m nage libre 2010 puis champion d'Europe de natation du relais 4×100m nage libre et médaillé d'argent du 100m nage libre 2012.
- 1984 :
  - David Backes, hockeyeur sur glace américain. Médaillé d'argent aux Jeux de Vancouver 2010.
  - Patrick Eaves, hockeyeur sur glace canadien.
  - Mišo Brečko, footballeur slovène. (77 sélections en équipe nationale).
  - Alexander Farnerud, footballeur suédois. (8 sélections en équipe nationale).
  - Victor Hugo Montano, footballeur franco-colombien. (1 sélection avec l'équipe de Colombie).
- 1985 :
  - Hervé Kambou, footballeur ivoiro-péruvien.
  - Lucas Ordóñez, pilote de courses automobile d'endurance espagnol.
- 1986 :
  - Christian Benítez, footballeur équatorien. (58 sélections en équipe nationale). († 29 juillet 2013).
- 1987 :
  - Leonardo Bonucci, footballeur italien. Champion d'Europe de football 2020. (120 sélections en équipe nationale).
  - Amir Johnson, basketteur américain.
  - Tezzhan Naimova, athlète de sprint bulgare.
  - Shahar Peer, joueuse de tennis israélienne.
- 1989 :
  - Armindo Fonseca, cycliste sur route français.
  - Cayla Francis, basketteuse australienne. Championne d'Océanie de basket-ball féminin 2013. (13 sélections en équipe nationale).
  - Koyomi Tominaga, volleyeuse japonaise. Championne d'Asie et d'Océanie de volley-ball féminin 2017. (13 sélections en équipe nationale).
- 1990 :
  - Diego Contento, footballeur italo-allemand. Vainqueur de la Ligue des champions 2013.
  - Nicolas Lang, basketteur français. (12 sélections en équipe de France).
  - Esteban Pavez, footballeur chilien. (13 sélections en équipe nationale).
- 1991 :
  - Maciej Marton, copilote de courses automobile et de rallye-raid polonais.
  - Bartosz Salamon, footballeur polonais. (15 sélections en équipe nationale).
  - Roscoe Smith, basketteur américain.
  - Marcus Stroman, joueur de baseball américain.
- 1992 :
  - Virimi Vakatawa, joueur de rugby à sept et de rugby à XV fidjien et français. (121 sélections en équipe de France de rugby à sept et 32 en équipe de France de rugby à XV).
  - Akito Fukuta, footballeur japonais.
- 1993 :
  - Dylan DeMelo, hockeyeur sur glace canadien.
  - Jean-Christophe Bahebeck, footballeur français.
- 1994 :
  - Craig Engels, athlète de demi-fond américain.
  - Jóhan Hansen, handballeur féroéen-danois. Médaillé d'argent aux Jeux de Tokyo 2020. Champion du monde masculin de handball 2019, 2021 et 2023. (4 sélections avec l'équipe des îles Féroé et 88 avec l'équipe du Danemark).
- 1996 :
  - Eddie Dunbar, cycliste sur route irlandais.
  - William Nylander, hockeyeur sur glace suédo-canadien. Champion du monde de hockey sur glace 2017.
- 1999 :
  - Romain Ntamack, joueur de rugby à XV français. Vainqueur du Grand-Chelem 2022. (36 sélections en équipe de France).
- 2000 :
  - Elijah Just, footballeur néo-zélandais.
  - Lương Thị Thu Thương, footballeuse vietnamienne. (23 sélections en équipe nationale).

### XXIesiècle
- 2001 :
  - Pauline Heinz, hockeyeuse sur gazon allemande. (2 sélections en équipe nationale).
- 2002 :
  - Marco Da Graca, footballeur italien.
  - Thibaud Gruel, cycliste sur route français.
- 2005 :
  - Edvin Austbø, footballeur norvégien.
  - Ruairi McConville, footballeur nord-irlandais.

## Décès

### XIXesiècle
- 1878 : 
  - John Morrissey, 47 ans, boxeur américain. (° 12 février 1831).

### XXesièclede1901à1950
- 1916 : 
  - William Foulke, 42 ans, footballeur anglais. (1 sélection en équipe nationale). (° 12 avril 1974).
- 1935 : 
  - Henri Pélissier, 46 ans, cycliste sur route français. Vainqueur du Tour de France 1923, des Tours de Lombardie 1911, 1913 et 1920, de Milan-San Remo 1912, des Paris-Roubaix 1919 et 1921, de Bordeaux-Paris 1919 et de Paris-Tours 1922. (° 22 janvier 1889).
- 1949 : 
  - Horace Lyne, 88 ans, joueur de rugby à XV gallois. (5 sélections en équipe nationale). (° 31 décembre 1860).

### XXesièclede1951à2000
- 1956 :
  - LeRoy Samse, 72 ans, athlète de sauts américain. Médaillé d'argent de la perche aux Jeux de Saint-Louis 1904. (° 13 septembre 1883).
- 1966 :
  - Willie Reid, 81 ans, footballeur écossais. (9 sélections en équipe nationale). (° 3 mai 1884).
- 1968 : 
  - Jack Adams, 72 ans, hockeyeur sur glace puis entraîneur canadien. (° 14 juin 1895).
- 1983 :
  - George Hodgson, 89 ans, nageur canadien. Champion olympique du 400m nage libre et du 1 500m aux Jeux de Stockholm 1912. (° 12 octobre 1893).
- 1984 : 
  - Charles Nicolas 67 ans, footballeur puis entraîneur français. (° 5 juin 1916).
- 1988 : 
  - Erwin Nyc, 73 ans, footballeur polonais. (11 sélections en équipe nationale). (° 24 mai 1914).
- 1994 : 
  - Ayrton Senna, 34 ans, pilote de F1 brésilien. Champion du monde de Formule 1 1988, 1990 et 1991. (41 victoires en Grand Prix). (° 21 mars 1960).

### XXIesiècle
- 2007 : 
  - Kevin Mitchell, 36 ans, joueur de football U.S. américain. (° 1er janvier 1971).
- 2017 :
  - Yuri Lobanov, 64 ans, céiste soviétique. Champion olympique du C2 sur 1 000 m à Munich en 1972 puis médaillé de bronze de la même épreuve en 1980 à Moscou. (° 29 septembre 1952).
  - Costa Seibeb, 25 ans, coureur cycliste namibien. (° 7 février 1992).
- 2018 :
  - Arthur Barnard, 89 ans, athlète américain spécialiste du 110 mètres haies. Médaillé de bronze aux Jeux olympiques de Helsinki en 1952. (° 10 mars 1929).
- 2019 :
  - Dinko Dermendzhiev, 77 ans, footballeur bulgare. (58 sélections en équipe nationale). (° 2 juin 1941).
- 2020 :
  - Chung Hae-won, 60 ans, footballeur puis entraîneur sud-coréen. (54 sélections en équipe nationale). (° 1er juillet 1959).